# Christine Brewer
Christine Brewer (* 26. Oktober 1955 in Illinois) ist eine US-amerikanische Opern- und Konzertsängerin (Sopran).

## Leben
Nach ihrer Gesangsausbildung arbeitete Brewer zunächst als Gesangslehrerin, ehe sie Mitglied des Saint Louis Symphony Chorus wurde. 1989 gewann sie den Gesangswettbewerb der Metropolitan Opera New York. Ihre Karriere als Solistin begann 1990 in St. Louis als Ellen Orford in der Oper Peter Grimes von Benjamin Britten.
Sie trat in der Folgezeit nur in wenigen, ausgesuchten Opernpartien wie Ariadne in Ariadne auf Naxos von Richard Strauss oder Donna Anna in Don Giovanni von Wolfgang Amadeus Mozart auf. Dafür konzentrierte sie sich auf Konzerte und sang als Solistin mit allen führenden amerikanischen Sinfonieorchestern.
Das BBC Music Magazine führte Brewer 2007 als einer der 20 bedeutendsten Soprane des 20. Jahrhunderts auf.
Der Musikkritiker Manuel Brug nannte Brewer „eine hörenswerte Ausnahme“.

## Diskografie (Auswahl)
- Barber: Vanessa (Chandos)
- Beethoven: Fidelio (Chandos)
- Beethoven: Fidelio (LSO)
- Britten: War Requiem (LSO)
- Mahler: 8. Sinfonie (RSO)
- Mahler: 8. Sinfonie (EMI)
- Mozart Don Giovanni (Telarc)
- Schubert: Lieder (Hyperion)
- Strauss: Ariadne auf Naxos (Chandos)
- Strauss: Songs & Arias (BBC Music)
- Strauss: Great Strauss Scenes (Telarc)
- Strauss: Lieder (Hyperion)
- Wagner: Tristan und Isolde (Warner Classics)
- Weber: Der Freischütz (LSO)
- Verdi: Requiem (LSO)
- Great Operatic Arias (Chandos)
- Great Operatic Arias Vol.2 (Chandos)
- Strauss: Vier letzte Lieder und Tod und Verklärung, Wagner: Vorspiel und Liebestod aus Tristan und Isolde (Telarc)